# Szülte a Szűz szent Fiát!
A Szülte a Szűz szent Fiát! kezdetű karácsonyi dal a Cantus Catholici-ben jelent meg. Szövegét Sík Sándor írta.
Feldolgozás:
| Szerző        | Mire                | Mű                            |
| ------------- | ------------------- | ----------------------------- |
| Ludvig József | ének, gitárakkordok | Mennyből az angyal, 17. oldal |

## Felvételek
- Ének-zene. Tudásháló (Hozzáférés: 2016. december 20.) arch
- Szülte a szűz szent fiát - karácsonyi dalok. YouTube (2015. november 14.)  (Hozzáférés: 2016. december 20.) (audió)
- Szülte A Szűz Szent Fiát. Városmajori katolikus templom kórusa  YouTube (2015. december 24.)  (Hozzáférés: 2016. december 20.) (audió)